# Ratusz w Schönebergu

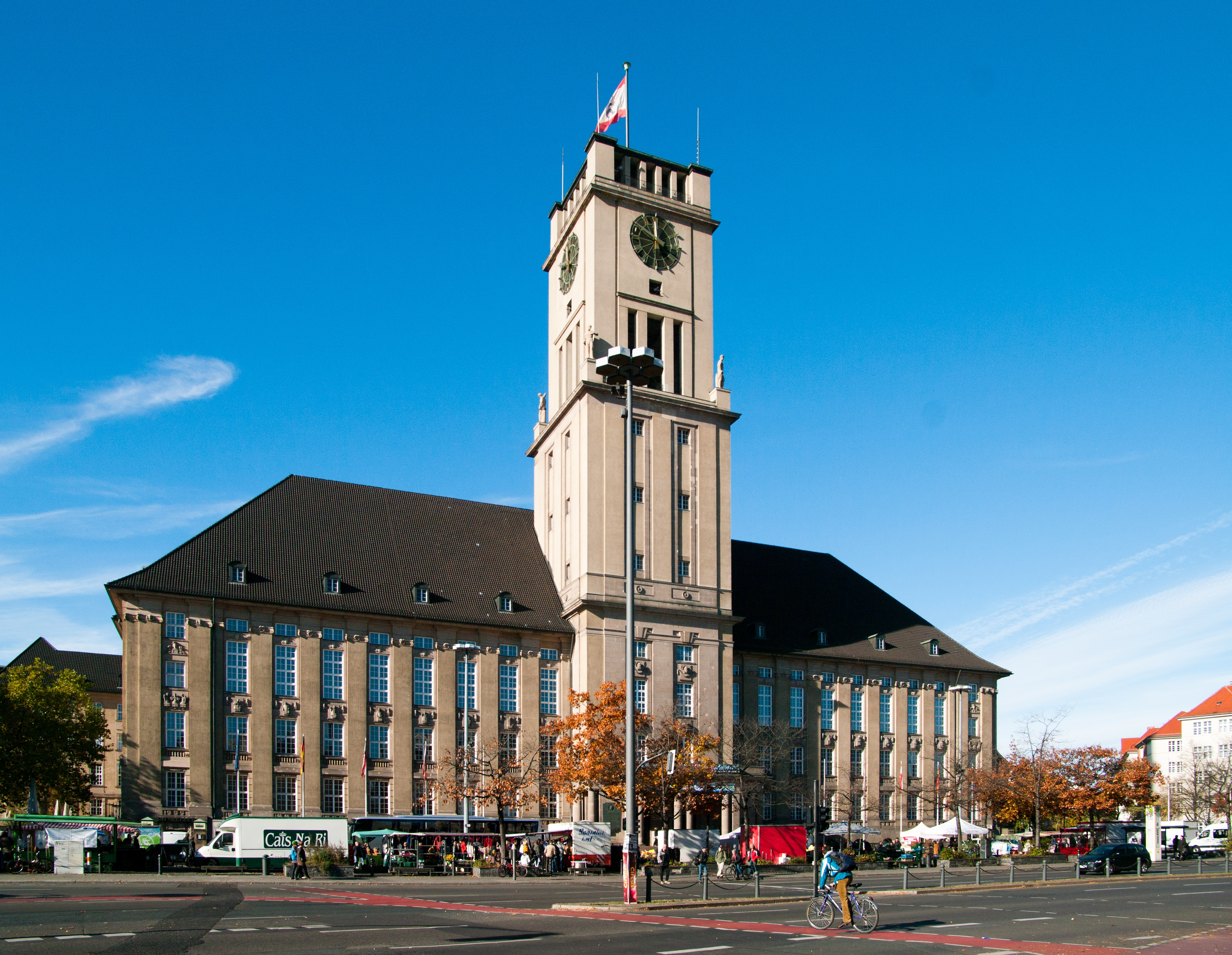
Ratusz w Schönebergu

Ratusz w Schönebergu (niem. Rathaus Schöneberg) – ratusz w berlińskim okręgu administracyjnym Tempelhof-Schöneberg w dzielnicy Schöneberg. W latach 1949–1993 był siedzibą Izby Deputowanych Berlina, a do 1991 roku siedzibą burmistrza Berlina.

## Historia
Budynek został wzniesiony w latach 1911–1914 i zastąpił stary ratusz miasta Schöneberg, do 1920 roku niebędącego jeszcze częścią stolicy Niemiec. W czasie II wojny światowej budynek został poważnie uszkodzony w wyniku alianckich nalotów i podczas decydującej bitwy o Berlin. Po wojnie ratusz w Schönebergu był siedzibą władz Berlina Zachodniego.
Na wieży ratusza umieszczono Dzwon Wolności, podarowany w 1950 roku przez społeczeństwo amerykańskie berlińczykom jako symbol walki o wolność z komunizmem. Berliński dzwon jest nawiązaniem do amerykańskiego Liberty Bell.
W 1963 roku w ratuszu swoje słynne przemówienie Ich bin ein Berliner wygłosił prezydent Stanów Zjednoczonych John F. Kennedy. Po zjednoczeniu Niemiec ratusz w Schönebergu stał się ponownie ratuszem dzielnicy Schöneberg. Po reformie administracyjnej Berlina, tj. od 2001 roku, ratusz jest siedzibą władz okręgu administracyjnego Tempelhof-Schöneberg.